# L'Empereur (film)
Pour les articles homonymes, voir L'Empereur.
Pour plus de détails, voir Fiche technique et Distribution.
L'Empereur est un documentaire français réalisé par Luc Jacquet, sorti le 15 février 2017.
Parfois présenté comme une suite de La Marche de l'empereur, sorti en 2005, il a été initialement annoncé sous plusieurs titres provisoires, comme La Marche de l'empereur 2 ou La Marche de l'empereur : l'appel de l'Antarctique. Il s'agit du cinquième long métrage cinématographique de Luc Jacquet et du troisième consacré à l'Antarctique.

## Synopsis
Un tout jeune manchot empereur apprend à vivre dans l'environnement hostile de l'Antarctique, sous le regard de son père qui veille sur les premiers mois de sa vie.
Après plusieurs mois sur la banquise, où ses parents l'ont protégé et alimenté, il rejoint instinctivement l'océan, situé à plusieurs dizaines de kilomètres de là où il est né.

## Fiche technique
- Titre original : L'Empereur
- Réalisation : Luc Jacquet
- Scénario et adaptation : Luc Jacquet
- Photographie : Luc Jacquet et Jérôme Bouvier
- Musique : Cyrille Aufort
- Sociétés de production : Bonne Pioche et Paprika Films, en association avec Wild-Touch Production
- Sociétés de distribution : Disneynature (France)
- Genre : documentaire
- Pays d'origine :  France
- Langue originale : français
- Format : couleur - Dolby 5.1
- Durée : 82 minutes
- Dates de sortie :
  - France :  20 janvier 2017 (avant-premières mondiales à Ambérieu-en-Bugey[1] et Mâcon[2]) ; 15 février 2017 (sortie nationale) ; 6 septembre 2017 (sortie en vidéo)[3])
  - Belgique : 15 février 2017
  - Italie : 23 février 2017
  - Allemagne : 2 novembre 2017

## Distribution
Version originale :
- Lambert Wilson : narrateur

Narration des versions étrangères :
- allemand : Udo Wachtveitl (de)
- anglais : Morgan Freeman
- danois : Sofie Gråbøl
- finnois : Heikki Kinnunen (fi)
- grec : Dionysis Savvopoulos (el)
- hongrois : Rátóti Zoltán (hu)
- italien : Pif
- néerlandais : Thomas Acda (nl)
- norvégien : Dennis Storhøi
- portugais : Eduardo Rêgo
- suédois : Rolf Lassgård

## Accueil

### Accueil critique
Le film reçoit un accueil critique globalement favorable. Le site Allociné propose une moyenne de 3,5/5 à partir de l'interprétation de 19 critiques.

### Box-office
Le film a dépassé les 260 000 entrées en France, ce qui constitue un échec. Le film réalise près de la moitié de ses entrées lors de sa première semaine d'exploitation en terminant à la 13e place du box-office hebdomadaire national. Il recueille près d'1,5 million de dollars de recettes dans le monde, essentiellement en France.